# 麥可·麥克菲爾
麥可·麥克菲爾（Michael McPhail，1981年12月15日—），是一名美國射擊運動員，曾獲得2011年泛美運動會男子50公尺步槍臥姿冠軍。他也參加了2012年倫敦奧運和2016年里約奧運。

## 外部連結
- ISSF（页面存档备份，存于）